# Indcar Wing
De Indcar Wing of Indcar Wing Iveco is een midibus, geproduceerd door de Spaanse busfabrikant Indcar. De bus is gebaseerd op de Iveco First en is zowel geschikt voor tourvervoer als voor openbaar vervoer. De bus is beschikbaar met een of twee deuren.
De bussen worden gebouwd op een chassis van Irisbus/Iveco of Mercedes-Benz. Zoals gebruikelijk bij de meeste bussen staat zowel het logo van de carrosseriebouwer, in dit geval Indcar, als dat van de chassisfabrikant op de bus.

## Technische gegevens
|               | Wing Iveco                        | Wing Urbano Iveco                 | Wing Mercedes-Benz Vario    |
| ------------- | --------------------------------- | --------------------------------- | --------------------------- |
| Chassis       | Iveco 65C18 FR/P                  | Iveco 65C18 FR/P                  | Mercedes-Benz Vario 816D/48 |
| Lengte        | 7 714 mm                          | 7 714 mm                          | 8 215 mm                    |
| Breedte       | 2 400 mm                          | 2 400 mm                          | 2 400 mm                    |
| Hoogte        | 2 926 mm                          | 2 926 mm                          | 2 926 mm                    |
| Gewicht       | 7 200 kg                          | 7 200 kg                          | 10 000 kg                   |
| Zitplaatsen   | 15 + 2 / 2 + 7                    | 14 - 18                           | 17 - 22                     |
| Staanplaatsen | 5 - 14                            | 11 - 16                           | 4 - 9                       |
| Capaciteit    | ca. 22 personen                   | ca. 30 personen                   | ca. 26 personen             |
| Motor         | Iveco Cursor                      | Iveco Cursor                      | Mercedes-Benz 0M904LA       |
| Vermogen      | 176 pk (130 kW) - 220 pk (160 kW) | 176 pk (130 kW) - 220 pk (160 kW) | 160 pk                      |

## Inzet
Dit model bus komt voor in Nederland bij onder andere BBA Tours en Juijn Rossum. BBA Tours gebruikt de bus voor tourvervoer en versterkingsritten voor Veolia Transport in Noord-Brabant en Juijn Rossum gebruikt de bus voor tourvervoer en versterkingsritten voor Arriva in de Bommelerwaard. Daarnaast wordt deze bus ingezet in België bij TEC voor hun Proxibus-projecten. Ook komen enkele exemplaren voor in onder andere Spanje en Italië.
Ook Kupers Touringcars gebruikt deze bus voor personeel van ASML te vervoeren van en naar carpoolplaatsen. Dagelijks rijden deze bussen tussen Eindhoven/Veldhoven en Eersel.
| Bedrijf                  | Type                     | Aantal | Serie           | Inzet                          | Opmerking |
| België                   | België                   | België | België          | België                         | België |
| ------------------------ | ------------------------ | ------ | --------------- | ------------------------------ | --- |
| TEC                      | Wing Urbano Iveco        | 1      | 3906            | Quévy, Henegouwen              | Wordt ingezet op de Proxibus (lokale busdienst) |
| TEC                      | Wing Urbano Iveco        | 4      | 4.230 - 4.233   | Namen - Luxemburg              | Worden o.a. ingezet op de stadsdienst van Marche-en-Famenne |
| TEC                      | Wing Urbano Iveco        | 14     | 4.430 - 4.443   | Namen - Luxemburg              | Worden ingezet op verschillende Proxibusdiensten (lokale busdiensten) 4.443 werd in 2009 naar de afdeling Luik - Verviers overgeplaatst en omgenummerd naar 5.135. 4.442 staat sinds 2010 reserve voor de Waalse Proxibusdiensten. <bt /> Op de 4.431 en 4.435 na zijn alle bussen eind 2018 buiten dienst gegaan. |
| TEC                      | Wing Urbano Iveco        | 1      | 5.135           | Beyne-Heusay                   | Dienst op de Proxibus Voormalig 4.443 In maart 2014 overgegaan naar Charleroi als 7050. |
| TEC                      | Wing Urbano Iveco        | 1      | 7050            | Charleroi                      | Voormalig 5.135, daarvoor 4.443 In 2019 status gewijzigd naar reservebus |
| Duitsland                |                          |        |                 |                                | |
| Rudinger Spedition       | ??                       | 1      | KUN R128        | Frankfurt                      | |
| Frankrijk                |                          |        |                 |                                | |
| Darriot-Bibes S.A.R.L.   | ??                       | 1      | AC 781 NN       | Tourvervoer                    | |
| Ruban Bleu               | ??                       | 1      | 5874 PR 12      | Tarn (departement)             | |
| Transports Marchal       | ??                       | 1      | 2906 YS 64      | Tourvervoer                    | |
| Litouwen                 |                          |        |                 |                                | |
| Raseiniu AP              | ??                       | 1      | 11              | Raseiniai                      | |
| Luxemburg                |                          |        |                 |                                | |
| Voyages Sales-Lentz      | Wing Iveco               | 3      | SL3391 - SL3393 | Streekvervoer Luxemburg        | |
| Nederland                |                          |        |                 |                                | |
| BBA Tours                | Wing Mercedes-Benz Vario | 1      | 187             | Tourvervoer/versterkingsritten | |
| Ghielen                  | Wing Iveco               | 1      | 240             | Tourvervoer                    | |
| Ghielen                  | Wing Iveco               | 1      | 250             | Tourvervoer                    | |
| Ghielen                  | Wing Iveco               | 1      | 276             | Tourvervoer                    | |
| Ghielen                  | Wing Iveco               | 1      | 280             | Tourvervoer                    | |
| Ghielen                  | Wing Iveco               | 1      | 288             | Tourvervoer                    | |
| Jan de Wit               | ??                       | 5      | 385-389         |                                | |
| Jan de Wit               | ??                       | 3      | 401-403         |                                | |
| Kupers                   | Wing Iveco               | 2      | 354-355         | Tourvervoer/versterkingsritten | |
| Kupers                   | Wing Iveco               | 1      | 358             | Tourvervoer/versterkingsritten | |
| Kupers                   | Wing Iveco               | 2      | 371-372         | Tourvervoer/versterkingsritten | |
| Kupers                   | Wing Iveco               | 2      | 393-394         | Tourvervoer/versterkingsritten | |
| Kupers                   | Wing Iveco               | 2      | 405-406         | Tourvervoer/versterkingsritten | |
| Spanje                   |                          |        |                 |                                | |
| Alosa                    | Wing Urbano Iveco        | 2      | 430-431         | Fraga                          | |
| Autobuses Mahon S.A.     | Wing Urbano Iveco        | 1      | 59              | Menorca                        | |
| Transportes Menorca S.A. | Wing Urbano Iveco        | 1      | 36              | Menorca                        | |